# Josh Wilson-Esbrand
Joshua Darius Kamani Wilson-Esbrand, född 26 december 2002, är en engelsk fotbollsspelare (försvarare) som spelar för Stoke City, på lån från Manchester City.

## Klubbkarriär
2019 lämnade Wilson-Esbrand West Ham United för Manchester Citys akademi. Den 21 september 2021 gjorde han sin professionella debut för Manchester City i en 6–1-vinst över Wycombe Wanderers i engelska ligacupen.